# وارينغتون
وارينغتون هي بلدة تقع في مقاطعة تشيشير، إنجلترا، تبعد البلدة حوالي 32 كم شرق مدينة ليفربول و27 كم غرب مدينة مانشستر.